# 2. SS-Panzer-Division Das Reich
SS-Division Verfugungstruppe sau
SS-Division Deutschland sau
SS-Division Reich sau
SS-Division Das Reich sau

2.SS-Panzergrenadier-Division Das Reich sau
2.SS-Panzer-Division Das Reich
Divizia SS Das Reich a fost una din cele 38 de divizii Waffen-SS în timpul celui de-al doilea război mondial. Este una din cele mai cunoscute și documentate divizii SS. Das Reich a fost compusă din unele din cele mai bine antrenate și călite în luptă în lume la acea vreme.

## Istorie
A doua divizie SS a luat parte la campaniile în vest împotriva Olandei și Franței în 1940, și a funcționat sub numele de divizia SS-V.T.. A intrat pentru prima oară în acțiune în ofensiva principală asupra Rotterdamului. După Rotterdam divizia, împreună cu alte divizii, a interceptat o forță franceză și a împins-o până în zona Zeeland. Mai departe, a fost folosită la curățarea punctelor minore de rezistență în zone cucerite deja. Divizia a fost transferată apoi în Franța unde a ajutat la străpungerea unei linii bine apărate de-a lungul unui canal, după aceea a participat la ofensiva înspre Paris. La sfârșitul campaniei ajunsese până la granița cu Spania.
Original, divizia SS-V.T. era compusă din trei din cele patru SS-Standarten originale. LAH a fost cealaltă SS-Standarta, și a evoluat de una singură. Celelalte SS-Standarta erau Deutschland, Germania și Der Führer. După încheierea campaniei din vest, divizia SS-V.T. a fost reorganizată. SS-Standarta Germania a fost scoasă din divizie împreună cu Nordland și Westland, au format o nouă divizie care a devenit în scurt timp divizia Wiking. Pentru pierderea Standartei Germania, divizia SS-V.T. a primit o SS-Totenkopfstandarte, nominal regimentul SS 11. La scurt timp după acea, divizia și-a schimbat numele din V.T. în Deutschland și după acea în Das Reich.
În perioada urmând căderea Franței, divizia a fost staționată în Franța preparându-se pentru invazia Angliei. Divizia, numindu-se acum Das Reich, a fost mutată în România pentru a lua parte în invazia Iugoslaviei și Greciei în martie 1941. În aprilie 1941, Das Reich a luat parte la cucerirea reușită a Belgradului, capitala Iugoslaviei. După cucerirea Belgradului, divizia a fost mutată în Polonia pentru a lua parte la invazia Uniunii Sovietice. În timpul invaziei Uniunii Sovietice, Das Reich a făcut parte din Grupul de Armate Centru, luând parte la bătălia Yalnya lângă Smolensk, și în asaltul asupra Moscovei. Das Reich a ajuns la câțiva kilometri de capitala sovietică în noiembrie 1941, fiind la apogeul avansului german în Uniunea Sovietică. Cu capitala sovietică în față, vremea, pierderi masive și co contra-ofensivă sovietică majoră a împins divizia înapoi. După o perioadă de pierderi sângeroase, Das Reich a fost scoasă din luptă și trimisă în Franța pentru a fi înzestrată ca o divizie Panzer-Grenadier. O parte din divizie a rămas în est, sub numele de Kampfgruppe Ostendorf, de unde a fost trimisă în iunie 1942 pentru a se alătura diviziei Das Reich.
În noiembrie 1942, părți din divizie au luat parte la tentativa de prevenire a flotei franceze din Toulon. La scurt timp după acea, divizia și-a schimbat numele din nou, de data asta în SS-Panzer-Grenadier-Division "Das Reich".
La începutul anului 1943, divizia Das Reich a fost transferată înapoi pe frontul de est unde a ajutat la recuperarea frontului central prăbușit în jurul orașului Harkov. După ce a ajutat la recucerirea acestui oraș (a treia bătălie de la Harkov), Das Reich, împreună cu numeroase alte divizii a luat parte la asaltul masiv contra proeminenței Kursk. Das Reich a avansat înspre nord 64km în sectorul sudic, dar a fost scoasă din luptă împreună cu alte divizii SS când ofensiva a fost revocată. După o perioadă scurtă de bătălii minore, divizia a fost înzestrată din nou, de data aceasta ca SS-Panzer-Division "Das Reich". Făcând asta, a lăsat o porțiune din divizie în est, Kampfgruppe Das Reich, cunoscută oficial drept Kampfgruppe Lammerding. Restul diviziei a fost transferată în vest pentru reînzestrare, și făcând asta, a participat la operațiuni anti-partizani în Franța.
În iarna 1943/1944, o altă contraofensivă majoră sovietică a reușit să încercuiască trupe germane în centrul frontului. Una dintre Kampfgruppe lăsată în urmă a fost una din unitățile încercuite de ofensiva sovietică, și un asalt condus de corpul al 2-lea de tancuri SS a reușit să salveze elementele din Das Reich. Respectiva Kampfgruppe fost transferată în Franța pentru a se alătura restul diviziei deja staționată aici. Mica porțiune din Das Reich care a rămas în est a fost renumită Kampfgruppe Weidinger și a luat parte la retragerile prin Proskurov și Tarnopol.
După invazia din Normandia, Franța, divizia Das Reich a fost trimisă pentru a opri avansul aliaților, și a luat parte în multe încercări de a opri aliații în apropierea orașelor Caen și St. Lo. Divizia a recucerit Mortain, dar a fost forțată să se retragă când a devenit evident că aliații vor încercui divizia împreună cu numeroase alte divizii în punga de la Falaise. Mulțumită eforturilor diviziei Das Reich, împreună cu a 9-a divizie blindată SS Hohenstaufen, un număr mare de divizii germane au reușit să scape din încercuire și să se retragă spre est.
Traversând râul Seine și în spatele liniei fortificate Westwall, a doua divizie blindată SS a luat parte la operațiunile de străpungere prin pădurea Ardennes în decembrie 1944. Apropiindu-se la 37km de râul Meuse, divizia a fost oprită la Manhay, și după acea distrusă încet de contraatacuri aliate. Scoasă din ofensivă, divizia Das Reich a fost trimisă în Germania pentru a fi din nou reînzestrată, pentru a lua parte în ultima ofensivă germană a războiului în Ungaria într-o încercare de a opri asediul asupra orașului Budapesta. Și această ofensivă a fost zdrobită, și Das Reich a petrecut restul războiului mai mult sau mai puțin luptând în zone din Dresden, până în Praga, până în Viena. În sfârșit, majoritatea diviziei a reușit să scape în vest pentru a se preda americanilor.
În prezent un simbol similar este folosit de către batalionul ucrainean Azov, o fostă grupare paramilitară formată sub conducerea unei organizații extremiste de dreapta. Deși ulterior batalionul a fost integrat în Garda Națională ucraineană, iar elementele extremiste au fost înlăturate din conducerea grupării, însemnele încă amintesc de originile sale.

### Comandanți
Oberstgruppenführer Paul Hausser, 19.10.39 - 14.10.41
Oberstgruppenführer Wilhelm Bittrich, 14.10.41 - 31.12.41
Oberstgruppenführer Matthias Kleinheiterkamp, 31.12.41 - 19.4.42
Oberstgruppenführer Georg Keppler, 19.4.42 - 10.2.43
Brigadeführer Hebert-Ernst Vahl, 10.2.43 - 18.3.43
Oberführer Kurt Brasack, 18.3.43- 29.3.43
Obergruppenführer Walter Kruger, 3.29.43 - 23.10.42
Gruppenführer Heinz Lammerding, 23.10.43 - 24.7.44
Standartenfurer Christian Tychsen, 24.7.44 - 28.7.44
Brigadeführer Otto Baum, 28.7.44 - 23.10.44
Gruppenführer Heinz Lammerding, 23.10.44 - 30.1.45
Standartenführer Karl Kreutz, 20.1.45 - 29.1.45
Gruppenführer Werner Ostendorff, 29.1.45 - 9.3.45
Standartenführer Rudolf Lehman, 9.3.45 - 13.4.45
Standartenführer Karl Kreutz, 13.4.45 - 8.5.45

## Operațiuni de luptă
Pentru invazia Poloniei din 1939, trei regimente SS ("Deutschland", "Der Führer", și "Germania") erau grupate într-o divizie, SS-Verfugungstruppe ("trupe speciale"). După Polonia, un regiment ("Germania") a fost trimisă pentru a forma o nouă divizie (5.SS-Division Wiking), și un al treilea regiment a fost creat (SS Regiment 11); în așa fel a devenit a doua divizie SS Reich ("Imperiu").
În noiembrie 1942, divizi a devenit o divizie Panzergrenadier schimbându-și numele la 2.SS-Panzergrenadier-Division Das Reich. În 1943 divizia a fost reorganizată drept divizie Panzer prin adăugarea regimentului blindat 2.SS, creând astfel divizia 2.SS-Panzer-Division "Das Reich".
După ce a luptat o vreme pe frontul de est, divizia a fost scoasă din luptă pentru reînzestrare în februarie 1944. Majoritatea diviziei a fost staționată în orașul Montauban din sudul Franței la nord de Tolouse primind echipament nou și trupe SS proaspete. Invazia din Normandia (Overlord), a însemnat că divizia era din nou în acțiune, și a fost însărcinată cu apărarea Franței împreună cu a 12-a divizie blindată SS Hitlerjugend și divizia de elită blindată de instrucție luptând la nord de Caen.
Das Reich a fost prinsă în punga de la Falaise pentru o vreme, înainte de a putea scăpa spre vest. După pierderi substanțiale în timpul campaniei de vară a aliaților, Wehrmachtul a fost împinsă până aproape de granița cu Germania la sfârșitul anului 1944. În a doua săptămână a lunii decembrie 1944, armata germană era pregătită pentru contraofensiva menită să recucerească portul Antwerpen, și să reia inițiativa în vest. Das Reich a jucat un rol în bătălia de pe Bulge.
Au fost înregistrate progrese, dar la 25 decembrie, ofensiva a fost oprită. Orașul asediat Bastogne nu a fost cucerit, în ciuda eforturilor numeroase de a intra în oraș. Comandantul blindatelor Das Reich, Ernst Barkmann, a devenit faimos pentru crearea "colțului Barkmann", unde a distrus numeroase blindate americane în încăierări minore.
După dezastrul Ardennes, divizia SS Das Reich a fost retrasă din nou, de data aceasta în Germania, pentru reînzestrare. Criza din sud-est a prins Das Reich în mijlocul ei. Nereușita contraofensivei germane în jurul Budapestei a obligat divizia să se retragă în Germania, după luptele purtate la Viena și Praga.
Rămășițele diviziei în sud s-au predat americanilor în mai 1945.

### 1939 — 1941: Polonia, Franța și Iugoslavia
A doua divizie SS și-a început operațiunile din Polonia, Franța și Iugoslavia din august 1939 până în mai 1941.

#### Cucerirea Belgradului
În dimineața zilei de 12 aprilie 1941, SS Hauptsturmführer Fritz Klingenberg și membri ai companiei sale de asalt de motociclete s-au apropiat de Belgrad din Pancevo de-a lungul Dunării. Klingenberg era nerăbdător să intre în oraș dar râul ieșit din matcă și lipsa de poduri utilizabile au făcut imposibil un atac frontal, și compania de asalt de motociclete nu avea la dispoziție echipament de instalat poduri sau bărci gonflabile. Oamenii lui Klingenberg au descoperit o barcă cu motor pe malul nordic a râului. Cu unul din comandanții săi de pluton, doi sergenți și cinci soldați, Klingenberg a trecut Dunărea. Când grupul a ajuns pe malul opus, Klingenberg a trimis înapoi doi oameni pentru a aduce reîntăriri și a înaintat împreună ce restul șase în centrul Belgradului. La scurt timp după ce a intrat în oraș, Klingenberg s-a întâlnit cu un grup de douăzeci de soldați iugoslavi, și fără a trage un foc, iugoslavii s-au predat. Mai departe, un grup de vehicule militare s-au apropiat de oamenii lui Klingenberg și, după o bătălie scurtă, germanii au capturat vehiculele. Grupul de asalt (acum motorizat) s-a îndreptat spre Ministerul de Război Iugoslav, dar când au ajuns clădirea fusese deja abandonată, probabil în timpul atacurilor Luftwaffe asupra orașului. Deorece nu mai era nici un comandament rămas în Belgrad, Klingenberg a purces la ambasada Germaniei care a rămas deschisă în Belgrad. Germanii au arborat o mare svastică și au ridicat-o deasupra ambasadei pentru a declara capturarea orașului. Două ore mai târziu, primarul Belgradului a ajuns la ambasadă și a predat orașul lui Klingenberg. Numai a doua zi a ajuns o forță majoră pentru a asigura orașul. Pentru cucerirea Belgradului, SS-Hauptsturmführer Fritz Klingenberg a fost decorat cu Crucea de Fier.

## Crime de război
Divizia a devenit cunoscută și pentru execuția a 643 de civili în masacrul de la Oradour-sur-Glane, la data de 10 iunie 1944, în regiunea Limousin, ca represalii pentru activitatea partizanilor. Un proces a fost ținut în anii de după război, dar puțini din acuzați au fost găsiți vinovați și pedepsiți.